# Чеканув (Великопольське воєводство)
Чеканув (пол. Czekanów) — село в Польщі, у гміні Острув-Велькопольський Островського повіту Великопольського воєводства.
Населення — 882 особи (2011).

## Демографія
Демографічна структура станом на 31 березня 2011 року:
|          | Загалом | Допрацездатний вік | Працездатний вік | Постпрацездатний вік |
| -------- | ------- | ------------------ | ---------------- | -------------------- |
| Чоловіки | 437     | 92                 | 302              | 43                   |
| Жінки    | 445     | 106                | 265              | 74                   |
| Разом    | 882     | 198                | 567              | 117                  |